# 미키 하트
미키 하트(Mickey Harte, 1973년 ~ )는 아일랜드의 가수이다. 유로비전 송 콘테스트 2003에서 아일랜드 대표로 참가했다.